# Casarão da Banda Phoenix
O Casarão da Banda Phoenix é um prédio particular localizado em Pirenópolis,construído a partir de 1911, que se tornou um importante ponto de referência histórica, cultural e turística por reunir o Museu da Música, uma escola de formação musical e ser a sede da Banda Phoenix e do Coro e Orquestra Nossa Senhora do Rosário.
Ambos os conjuntos musicais foram fundados em 1893, sob a liderança do maestro Joaquim Propício de Pina. A longevidade e a atuação contínua dessas instituições reforçam a importância do casarão como centro de preservação e promoção da tradição musical local.
Com estilo inspirado na arquitetura luso-brasileira do período colonial, o casarão exibe elementos típicos da tradição construtiva goiana, como o telhado em duas águas e a fachada simples. Sua estrutura incorpora materiais da região, incluindo madeira de espécies nativas do cerrado, como cedro e aroeira; barro, utilizado nas paredes e nos rebocos, moldado em tijolos, adobe e taipa; e pedra, aplicada no piso, extraída de pedreiras próximas à cidade. As paredes foram caiadas e receberam pintura em tons claros de branco e amarelo durante a restauração realizada em 2021, cores reforçadas em nova intervenção feita em 2025 por serem as tradicionalmente associadas à identidade visual da Banda Phoenix.
O casarão abriga o mais antigo e significativo acervo musical conhecido do estado de Goiás, composto por partituras que datam do século XIX até os dias atuais. O arquivo, pertencente à Banda Phoenix e ao Coro e Orquestra Nossa Senhora do Rosário, reúne obras de compositores locais e de outros contextos, refletindo os estilos e preferências musicais de diferentes épocas. Esse conjunto documental abrange uma ampla variedade de gêneros, evidenciando tanto a riqueza da tradição musical da cidade quanto sua conexão com os repertórios populares e religiosos de cada período.
A sede está situada dentro da área tombada do Centro Histórico de Pirenópolis, região que preserva o traçado urbano e o conjunto arquitetônico herdado do período colonial brasileiro, com ruas calçadas em pedra e casarões seculares que acompanharam diferentes fases da história nacional. O tombamento, realizado pelo IPHAN em 1990, teve como objetivo assegurar a preservação desse patrimônio material e imaterial, permitindo que futuras gerações possam conhecer e valorizar suas raízes culturais. Elementos como o casarão, a Banda Phoenix e o Coro e Orquestra do Rosário são considerados testemunhos vivos desse passado e exercem papel essencial na compreensão da trajetória artística da cidade. Essa conexão com a memória coletiva reforça o sentimento de pertencimento e contribui para o fortalecimento da identidade local, além de estimular o respeito à diversidade cultural.

## Histórico

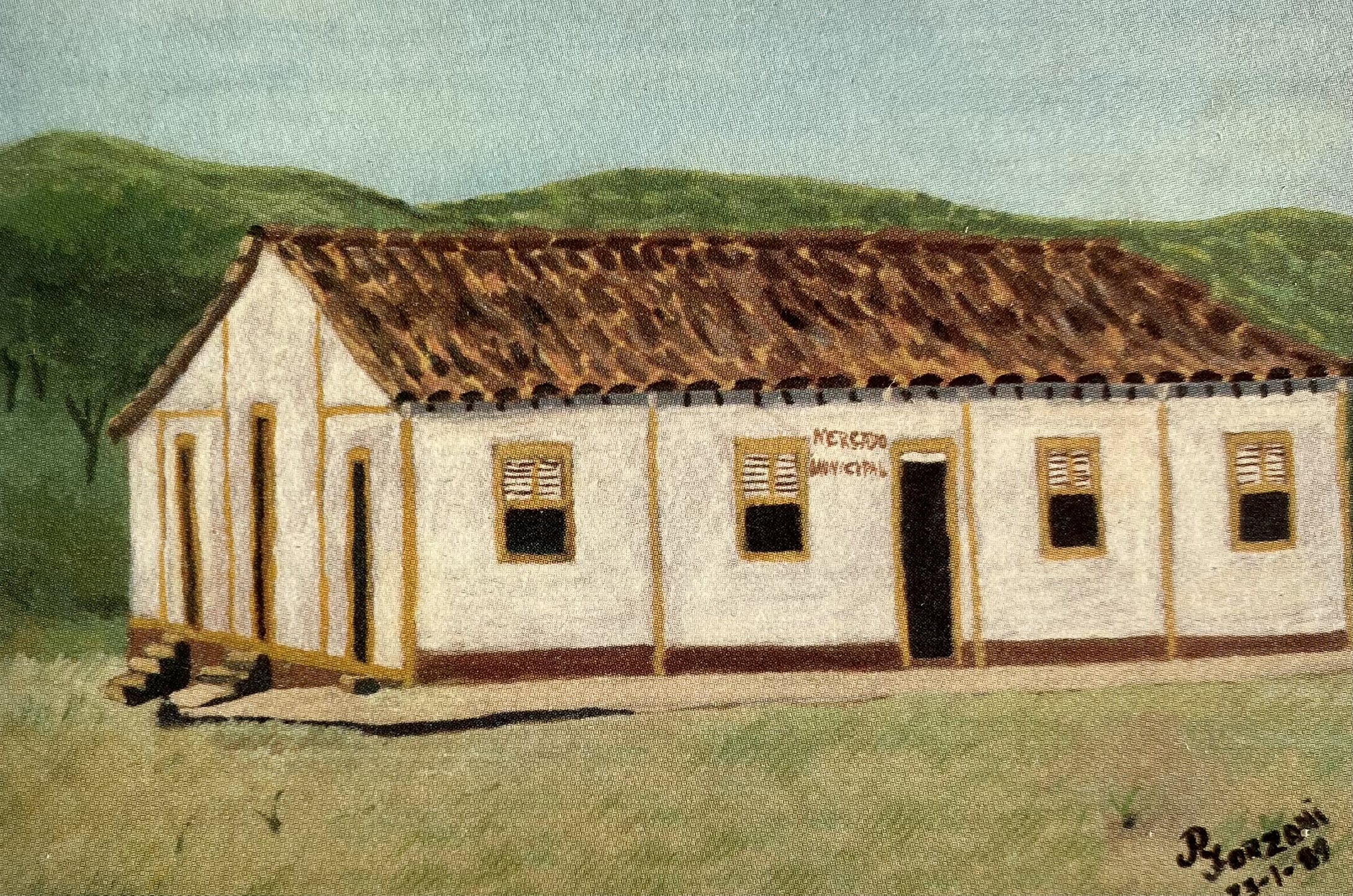
Vista do antigo mercado de Pirenópolis, atual sede da Banda Phoenix por Pérsio Forzani, 1989.

Construído com elementos típicos da arquitetura colonial goiana, utilizando materiais locais como madeira, barro e pedra, que eram abundantes na região em 1914, o edifício foi erguido no antigo Largo do Teatro São Manoel. Esse terreno já abrigara o primeiro teatro da cidade, construído em 1860 pelo comendador Manoel Barbo de Siqueira e posteriormente demolido em 1890. A construção do prédio teve lugar durante a administração de José Ribeiro Forzani, também conhecido como Zeco Totó, que foi o intendente municipal entre 1911 e 1914 e destinou o espaço para abrigar o Mercado Municipal. 
A madeira utilizada na construção é proveniente de espécies nativas do cerrado, como o cedro e a aroeira, escolhidas devido à sua resistência e durabilidade, e foram cuidadosamente empregadas sob a direção do carpinteiro Manuel Antonio de Peixoto. O barro também desempenhou um papel fundamental na construção, sendo utilizado na edificação das paredes e rebocos, moldado em tijolos ou adobe. Para conferir maior solidez à estrutura, o barro era misturado com palha ou capim seco. As paredes foram posteriormente caiadas e pintadas com cores claras, como o branco e o amarelo, durante a reforma de 2021, para preservar as tradições da Banda Phoenix. A pedra, embora em menor quantidade, também foi utilizada no prédio, principalmente como piso, e foi extraída das pedreiras próximas à cidade.
Após o encerramento das atividades do Mercado Municipal, o edifício teve diversos outros usos, servindo como local de ensaio da Banda Phoenix na década de 1970 e, posteriormente, abrigando várias secretarias, incluindo a de promoção social, que instalou no local o Programa de Erradicação do Trabalho Infantil (PETI) no início dos anos 2000, programa que cessou na década seguinte. Abandonado mais uma vez, o edifício foi doado à Banda Phoenix em 2016, tornando-se a sede permanente da corporação. Sua restauração e o novo uso preservaram suas características originais, transformando-o em um importante patrimônio histórico e cultural, tanto material quanto imaterial, para o município. O prédio é uma verdadeira obra de arte que combina elementos da arquitetura portuguesa com influências indígenas e africanas, representando um testemunho da riqueza cultural de Goiás, à semelhança de outras construções da cidade no período colonial e pós-colonial.
Em 1990, o Conjunto Arquitetônico, Urbanístico, Paisagístico e Histórico de Pirenópolis foi tombado pela União, com inscrições nº 105, no Livro do Tombo Arqueológico, Etnográfico e Paisagístico (10/01/1990) e nº 530, no Livro do Tombo Histórico (10/01/1990), e dentro deste conjunto tombado, localiza-se o velho casarão da Banda Phoenix.

## Banda Phhoenix e Coral do Rosário
A Banda de Música Phoenix do Mestre Propício é um conjunto musical brasileiro. Juntamente com o Coro e Orquestra Nossa Senhora do Rosário suas atividades tiveram início em 23 de julho de 1893, no aniversário de seu fundador, o Coronel Joaquim Propício de Pina. Desde então, a banda tem desempenhado um papel significativo na cena musical da região, em parceria com o Coro e Orquestra Nossa Senhora do Rosário.
A Banda é uma entidade de direito privado, sem fins lucrativos, e possui o status de utilidade pública, conforme reconhecido pela Lei estadual nº 6.634, de 28 de junho de 1967, bem como pela Lei Municipal nº 12/71 de 03 de setembro de 1971. Além disso, a Banda faz parte da rede de Pontos de Cultura e está envolvida com o Conselho Municipal de Política Cultural.
Os membros da Banda e do Coral são, em sua maioria, voluntários e músicos amadores dedicados. A Banda é ativa em uma variedade de eventos, incluindo celebrações cívicas, sociais, políticas, religiosas e tradicionais da cidade, como as cavalhadas, alvoradas, retretas, entre outros. Além disso, a Banda realiza apresentações em municípios vizinhos. Em contraste, o Coral se concentra principalmente em apresentações de natureza sacra. Tanto a Banda quanto o Coro desempenham um papel fundamental na celebração da Festa do Divino, que recebeu o reconhecimento como Patrimônio Cultural Imaterial pelo IPHAN em 2010.
Em resumo, a Banda Phoenix e Coral do Rosário são instituições culturais que desempenha um papel vital na preservação das tradições culturais locais e na promoção da música e da cultura em sua comunidade e além. Sua longa história e dedicação à música e à cultura fazem delas uma parte inseparável da identidade cultural de Pirenópolis e de Goiás como um todo.

## Sede da Banda
Desde o momento de sua criação até o falecimento de Propício, a Banda Phoenix e o Coro e Orquestra do Rosário encontraram abrigo na residência do maestro, situada na Rua Nova, número 15. Após o passamento de Propício, essa tradição de ter a banda em moradias de maestros persistiu até cerca de 1970, quando a banda se transferiu para uma sala no antigo mercado municipal. Mais adiante, a banda mudou-se para o casarão localizado no número 29 da Rua Nova, no mesmo edifício que havia abrigado o antigo Museu da Família Pompeu, de propriedade do então presidente da banda, Pompeu Christovam de Pina. Após o falecimento de Pompeu em 2014, a banda enfrentou um período de incerteza quanto ao local de ensaio, levando-a a se realocar em um espaço gentilmente cedido pela prefeitura, próximo ao atual Colégio da Polícia Militar Comendador Crhistovam de Oliveira. Foi somente através da Lei Ordinária Nº 785/2015, datada de 17 de dezembro de 2015, que a banda finalmente conquistou sua sede própria. O espaço escolhido foi o antigo prédio do Mercado Municipal, construído em 1914 pelo intendente José Ribeiro Forzani, situado na Avenida Neco Mendonça, 12, no Centro Histórico de Pirenópolis, CEP 72980-095. Este edifício passou por uma reforma em 2018 promovida pelo município, possibilitando que a Banda Phoenix ocupasse o espaço de maneira permanente.